# Franco Colapinto
Franco Colapinto (ur. 27 maja 2003 w Pilar, Buenos Aires) – argentyński kierowca wyścigowy, startujący w Formule 1. W sezonie 2024 kierowca zespołu Williams Racing zastąpił Logana Sargeanta w ostatnich dziewięciu wyścigach. Mistrz Hiszpańskiej Formuły 4 (2019) oraz zwycięzca wyścigu w European Le Mans Series.
Colapinto ma włoskie korzenie od strony ojca i ukraińskie od strony matki – Andrei Trofimczuk. Ma podwójne obywatelstwo argentyńskie i włoskie. Jako swoich ulubionych kierowców wymienia Lewisa Hamiltona i Ayrtona Sennę, a jako swój ulubiony tor Circuit de Spa-Francorchamps. Jest kibicem klubu piłkarskiego Boca Juniors.

## Podsumowanie
| Legenda oznaczeń w tabelach wyników Wyświetl szablon na nowej stronie | Legenda oznaczeń w tabelach wyników Wyświetl szablon na nowej stronie                                                                     |
| Oznaczenie                                                            | Wyjaśnienie |
| --------------------------------------------------------------------- | --- |
| Złoty                                                                 | Zwycięzca lub mistrzostwo |
| Srebrny                                                               | 2. miejsce lub wicemistrzostwo |
| Brązowy                                                               | 3. miejsce lub II wicemistrzostwo |
| Zielony                                                               | Ukończył, punktował (w klasyfikacji generalnej, gdy zdobył co najmniej jeden punkt na przestrzeni sezonu, poza trzema powyższymi opcjami) |
| Niebieski                                                             | Ukończył, nie punktował (w klasyfikacji generalnej, gdy nie zdobył co najmniej jednego punktu na przestrzeni sezonu)                      |
| Czerwony                                                              | Nie zakwalifikował się (NZ) |
| Czerwony                                                              | Nie prekwalifikował się (NPK) |
| Różowy                                                                | Nie ukończył (NU) |
| Różowy                                                                | Niesklasyfikowany (NS) (w klasyfikacji generalnej, gdy nie został sklasyfikowany w żadnym wyścigu sezonu)                                 |
| Czarny                                                                | Zdyskwalifikowany (DK) |
| Czarny                                                                | Wykluczony (WYK/EX) |
| Biały                                                                 | Nie wystartował (NW) |
| Biały                                                                 | Kontuzjowany (K/INJ) |
| Biały                                                                 | Wyścig odwołany (OD/C) |
| Bez koloru                                                            | Został wycofany (WYC/WD) |
| Bez koloru                                                            | Nie przybył (NP/DNA) |
| Bez koloru                                                            | Nie brał udziału w treningach (NT/DNP) |
| Bez koloru                                                            | Nie został zgłoszony (–) |
| Pogrubienie                                                           | Start z pole position |
| Kursywa                                                               | Najszybsze okrążenie wyścigu |
| †                                                                     | Nie ukończył, ale jego rezultat został zaliczony ze względu na przejechanie więcej niż 90% dystansu wyścigu.                              |
| *                                                                     | Sezon w trakcie |
| 1/2/3                                                                 | Punktowana pozycja w sprincie |
| Lista systemów punktacji Formuły 1                                    | |

| Sezon | Seria                                            | Zespół                     | Starty | P1 | PP | NO | Podia | Punkty | Pozycja |
| ----- | ------------------------------------------------ | -------------------------- | ------ | -- | -- | -- | ----- | ------ | ------- |
| 2018  | Hiszpańska Formuła 4                             | Drivex School              | 4      | 1  | 2  | 0  | 2     | 49     | 9       |
| 2019  | Hiszpańska Formuła 4                             | Drivex School              | 21     | 11 | 10 | 10 | 13    | 325    | 1       |
| 2019  | Euroformula Open Championship                    | Drivex School              | 2      | 0  | 0  | 0  | 0     | 0      | 27      |
| 2019  | Formuła Renault Eurocup                          | FA Racing by Drivex        | 4      | 0  | 0  | 0  | 0     | 0      | 27†     |
| 2020  | Formula Renault Eurocup                          | MP Motorsport              | 20     | 2  | 0  | 2  | 9     | 213,5  | 3       |
| 2020  | Toyota Racing Series                             | Kiwi Motorsport            | 15     | 1  | 1  | 2  | 8     | 315    | 3       |
| 2021  | Formula Regional European Championship           | MP Motorsport              | 16     | 2  | 3  | 4  | 4     | 140    | 6       |
| 2021  | Asian Le Mans Series                             | G-Drive Racing             | 4      | 0  | 3  | 3  | 3     | 66     | 3       |
| 2021  | European Le Mans Series                          | G-Drive Racing             | 6      | 1  | 1  | 1  | 2     | 74     | 4       |
| 2021  | World Endurance Championship – LMP2              | G-Drive Racing             | 2      | 0  | 0  | 0  | 0     | 0      | NS†     |
| 2021  | 24h Le Mans – LMP2                               | G-Drive Racing             | 1      | 0  | 0  | 0  | 0     | N/A    | 7       |
| 2021  | GT World Challenge Europe Endurance Cup – Silver | ROFGO Racing with Team WRT | 1      | 0  | 0  | 0  | 0     | 11     | 27      |
| 2021  | International GT Challenge                       | Team WRT                   | 1      | 0  | 0  | 0  | 0     | 0      | NS      |
| 2022  | Formuła 3                                        | Van Amersfoort Racing      | 18     | 2  | 1  | 0  | 5     | 76     | 9       |
| 2023  | Formuła 3                                        | MP Motorsport              | 18     | 2  | 0  | 0  | 5     | 110    | 4       |
| 2023  | Formuła 2                                        | MP Motorsport              | 2      | 0  | 0  | 0  | 0     | 0      | 25      |
| 2024  | Formuła 2                                        | MP Motorsport              | 20     | 1  | 0  | 3  | 3     | 96     | 9       |
| 2024  | Formuła 1                                        | Williams Racing            | 9      | 0  | 0  | 0  | 0     | 5      | 19      |
| 2025* | Formuła 1                                        | Alpine F1 Team             | 8      | 0  | 0  | 0  | 0     | 0      | 20      |

† – jako gość, Colapinto nie mógł zdobyć punktów.